# 秋浦县 (1914年)
秋浦县，中华民国时期设置的县。在今安徽省池州市东至县境。
前身为清代池州府建德县，因与浙江省建德县重名，于民国三年（1914年），改名秋浦县。得名于唐朝时在今池州市境内设置的秋浦县。治所在秋浦镇（今东至县驻地尧渡镇东北西侧梅城村）。民国二十一年（1932年），改名为至德县。1959年，至德县与东流县合并，设置东至县。